# Chonocentrum cyathophorum
Chonocentrum cyathophorum là một loài thực vật có hoa trong họ Diệp hạ châu. Loài này được (Müll.Arg.) Pierre ex Pax & K.Hoffm. mô tả khoa học đầu tiên năm 1922.